# レヴォルソングス
『レヴォルソングス』（Revolusongs）は、ブラジルのヘヴィメタル・バンド、セパルトゥラが2002年に発表したEP。隠しトラックも含む全曲ともカヴァー曲である。

## 解説
バンドの母国ブラジルでは、アナログ盤も2000枚限定でリリースされた。日本のビクターエンタテインメントからも2003年に単体のCDとして発売され、ドイツでは、2003年にSPVからリリースされた『ロアーバック』のデジパック盤のボーナス・ディスクとして発表された。
本作にはエクソダスのカヴァー「ピラニア」も収録されており、セパルトゥラのアンドレアス・キッサーは、2011年の「スラッシュフェスト・クラシックス」のステージにおいて、この曲をエクソダスと共演した。

## 収録曲
1. メサイア - "Messiah" - 3:27
  - オリジナルはヘルハマー(Hellhammer)のEP『Apocalyptic Raids 1990 A.D.』に収録。
2. エンジェル - "Angel" - 5:13
  - オリジナルはマッシヴ・アタック『Mezzanine』（1998年）に収録。
3. ブラック・スティール・イン・アワー・オブ・カオス - "Black Steel in the Hour of Chaos" - 4:02
  - オリジナルはパブリック・エナミー『It Takes a Nation of Millions to Hold Us Back』（1988年）に収録。
4. モンゴロイド - "Mongoloid" - 2:35
  - オリジナルはディーヴォ『Q: Are We Not Men? A: We Are Devo!』（1978年）に収録。
5. マウンテン・ソング - "Mountain Song" - 3:28
  - オリジナルはジェーンズ・アディクション『Nothing's Shocking』（1988年）に収録。
6. ブレット・ザ・ブルー・スカイ - "Bullet the Blue Sky" - 4:29
  - オリジナルはU2『The Joshua Tree』（1987年）に収録。
7. ピラニア - "Piranha" - 3:39
  - オリジナルはエクソダス『Bonded by Blood』（1985年）に収録。

本編終了後、メタリカのカヴァー"Enter Sandman"と"Fight Fire with Fire"のインストゥルメンタルによるメドレーが隠しトラックとして収録されている。

## 参加ミュージシャン
- デリック・グリーン - ボーカル
- アンドレアス・キッサー - ギター
- パウロJr. - ベース
- イゴール・カヴァレラ - ドラムス、パーカッション

アディショナル・ミュージシャン
- Sabotage - ボーカル(#3)
- Zé Gonzales - スクラッチ、プログラミング、プロデュース(#3)